# Баскунчак
Озеро Баскунча́к (каз. Баскүнжақ) — котловина пересыхающего солёного озера в Ахтубинском районе Астраханской области. Входит в состав регионального государственного природного заказника «Богдинско-Баскунчакский». Располагается рядом с Богдинско-Баскунчакским заповедником, примерно в 270 км к северу от Каспийского моря, и в 53 км к востоку от реки Волги.
Площадь — около 106 км². Площадь водосбора — 467 км².

## География
Вблизи озера находятся посёлки Верхний Баскунчак, Средний Баскунчак и Нижний Баскунчак. Можно доехать до озера на автобусе или маршрутном такси из города Ахтубинска.
Урез воды в озере находится на 21,3 м ниже уровня моря. Вода в озере пополняется частично пересыхающей Горькой Речкой, площадь водосбора которой составляет 11 км², и водой из 25 родников.
Солёность озера — около 300 г/л. Мощность поверхностной залежи соли на озере достигает 10—18 м. В результате добычи соли образовались выломы глубиной до 8 метров. Глубина залегания соли достигает 6 км.
Весной и осенью глубина рапы в озере достигает 1 метра. В рапе обитают только бактерии, которые выносят соль. Рапа в озере на 37 % насыщена солью.
На южном берегу озера расположен высокий холм «гора Большое Богдо», высшая точка Прикаспийской низменности.
Озеро Баскунчак входит в состав уникального природного комплекса, включающего гору Большое Богдо. В 1997 году Богдинско-Баскунчакский природный комплекс был объявлен заповедником (Богдинско-Баскунчакский заповедник), где на площади 53,7 тысячи гектаров установлен специальный природоохранный режим.

## Геология
Баскунчак представляет собой своеобразное углубление на вершине соляной горы, уходящей основанием на тысячи метров вглубь земли и прикрытой толщей осадочных пород[уточнить].
Питание озера происходит главным образом за счет источников. Многочисленные ключи впадают в озеро по его северо-западному берегу, принося в озеро до 900 000 тонн солей в год.

## История
Озеро Баскунчак находилось на территории многих государств: Золотой орды, Астраханского ханства, Российской империи, СССР.
Озеро упоминалось в 1627 году в «Книге Большому чертежу» как место, «где ломают соль чистую, как лёд».
С 1960 по 1963 год на озере Баскунчак была организована 20-километровая кольцевая трасса для установления всесоюзных рекордов скорости. При необходимости мог быть подготовлен 13-километровый прямой отрезок. В ходе заездов на озере Баскунчак было установлено 29 всесоюзных рекордов скорости (19 из них превосходили международные), в том числе абсолютный всесоюзный рекорд — 311,4 км/ч (1963, И. Тихомиров, «Пионер-2»). Но в связи с увеличением добычи соли и последовавшим ухудшением гидрогеологической обстановки поверхность озера стала непригодной для рекордных заездов, и отечественные автогонщики лишились уникального места для соревнований.
Сегодня чрезвычайно чистая соль озера (99,8 % NaCl) составляет до 80 % от общей добычи соли в России. В зависимости от потребности, здесь добывают от 1,5 до 5 миллионов тонн соли в год. Для вывоза соли была построена Баскунчакская железная дорога.

## Этимология
Название озера Баскунчак — тюркское, возможные значения:
- «Собачья голова»[11]
- «Солнечное», «славное» — предположительно связано с близлежащей священной горой Большое Богдо[12].

## Климат
Климат сухой, характерный для полупустынь.
Среднегодовое количество атмосферных осадков составляет 269,6 мм (по данным метеостанции Верхний Баскунчак за 1936—2021 годы):
- минимум 144 мм в 1972 году
- максимум 454 мм в 1941 году.

## Полезные ископаемые

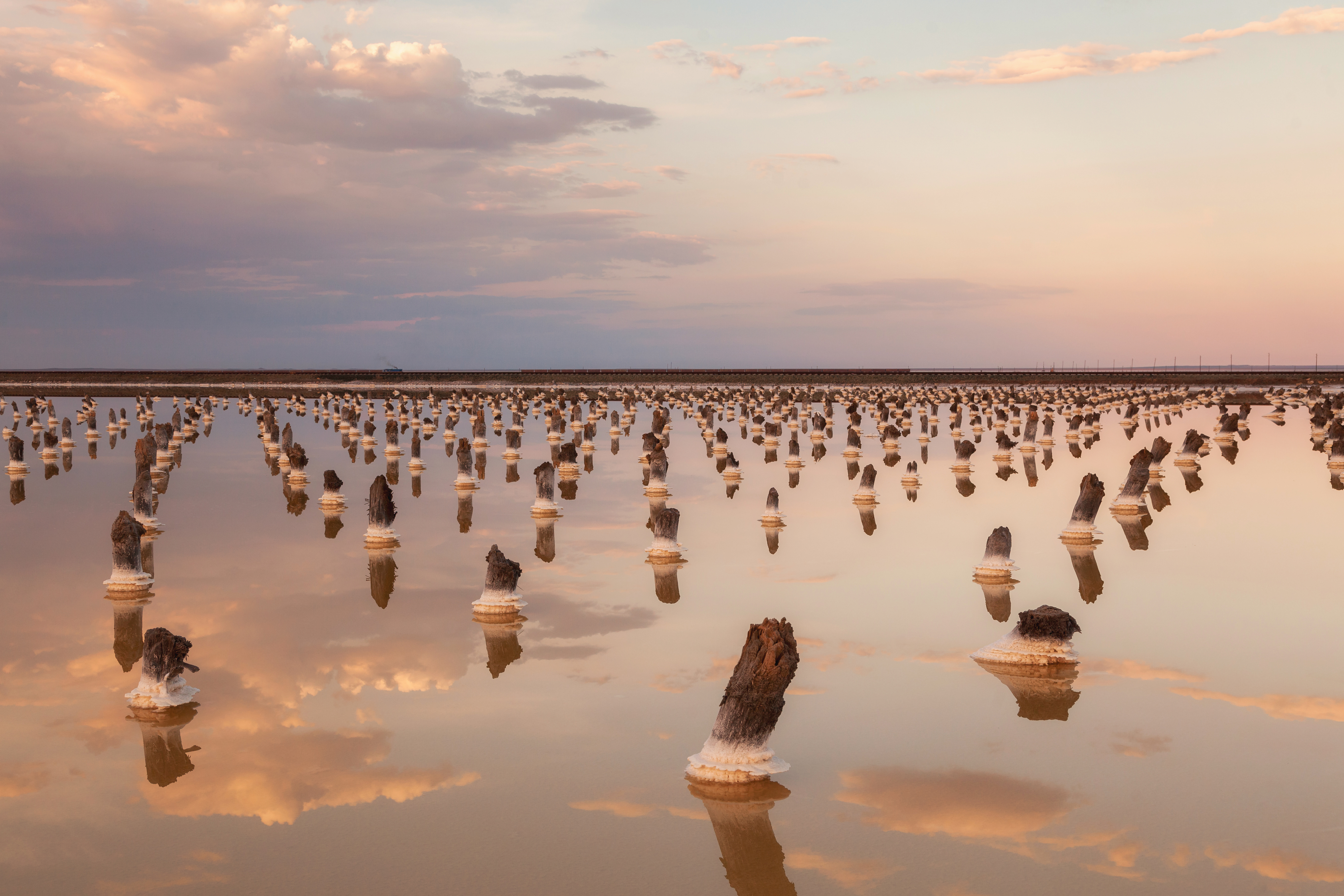
Соляные столбы на озере Баскунчак

На озере многие столетия добывают пищевую поваренную соль — галит.
Промышленную добычу соли в 1920-е годы начал Трест «Бассоль». В 1870—1980 годах из озера Баскунчак извлечено около 150 млн тонн соли.
C 2008 года добычей соли занимается компания Руссоль (Russalt Ltd). Добычу выпавшего осадка соли осуществляют комбайны подборщики соли оставляющие траншеи, которые заполняются новым рассолом. Вывоз соли происходит по железной дороге.

## Бальнеология
На побережье озера имеются залежи лечебных глин. В июне — августе на озеро приезжают туристы, которые купаются в рапе и принимают грязевые ванны.
На берегу солёного озера Баскунчак расположено ООО «Санаторий-профилакторий „Баскунчак“».

## Галерея

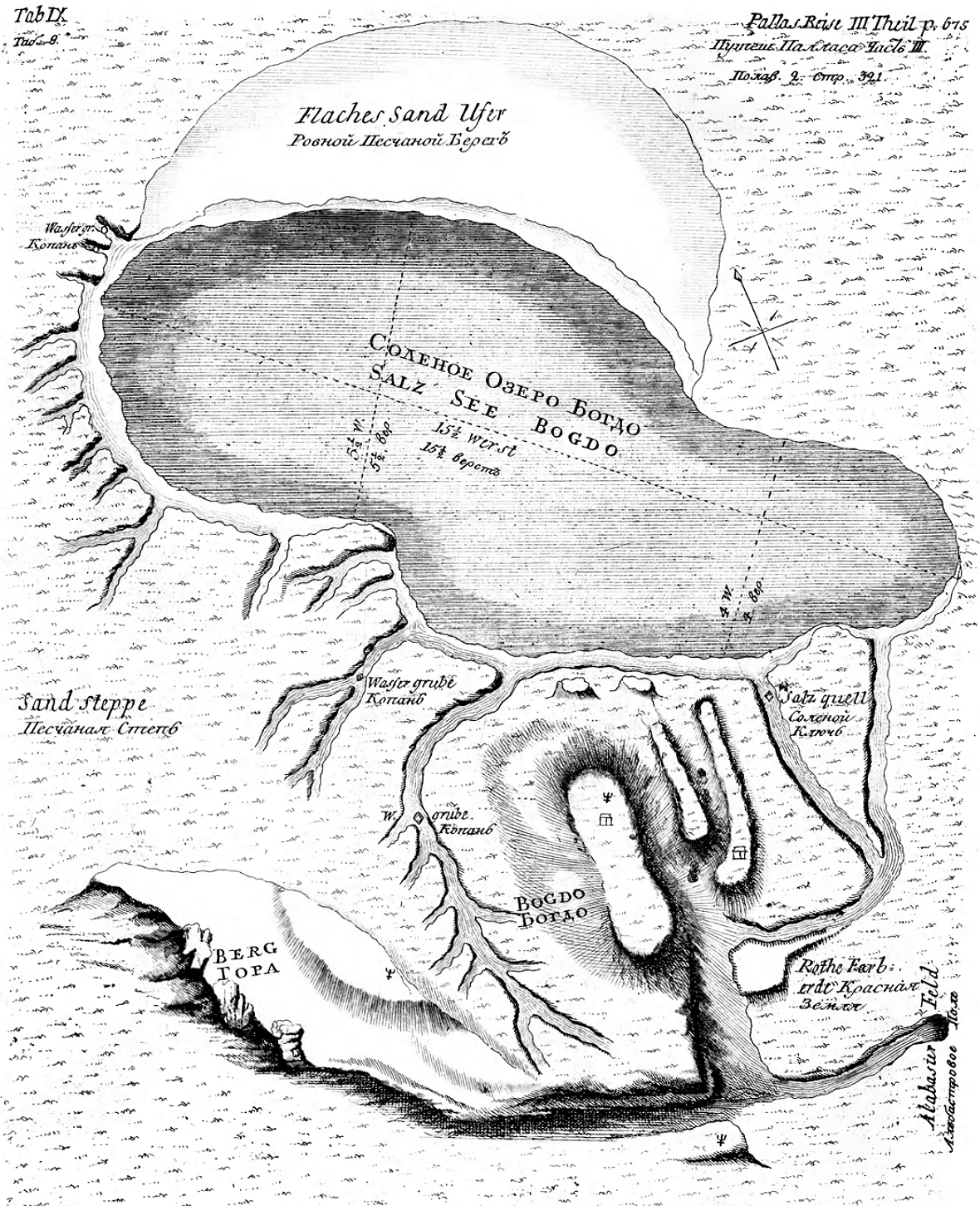
Карта 1774 года
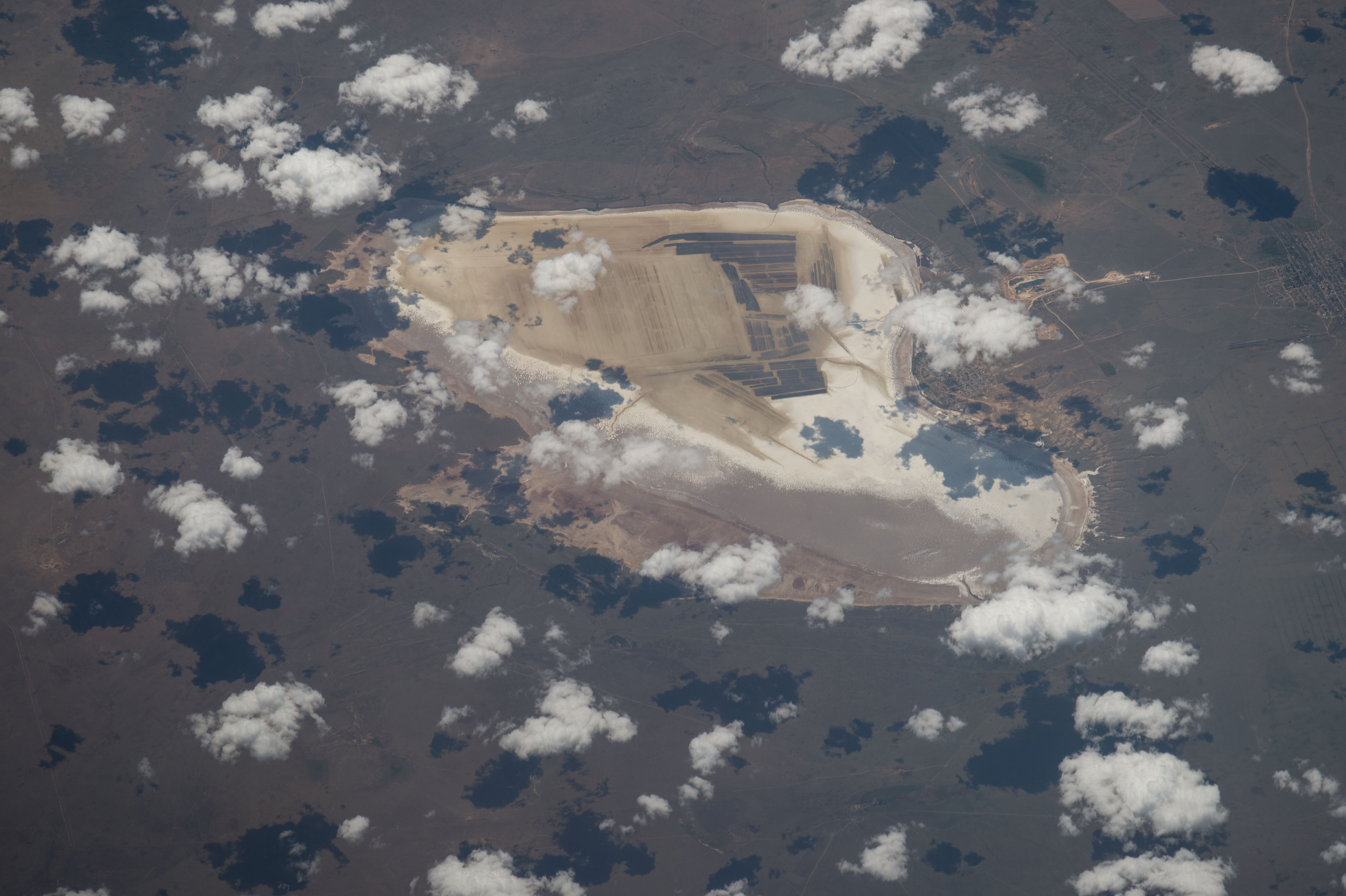
вид из космоса
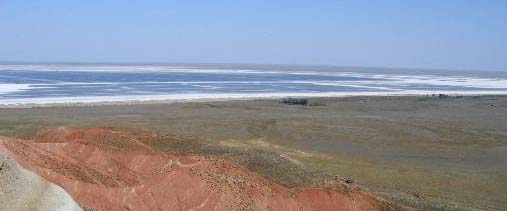
Озеро Баскунчак
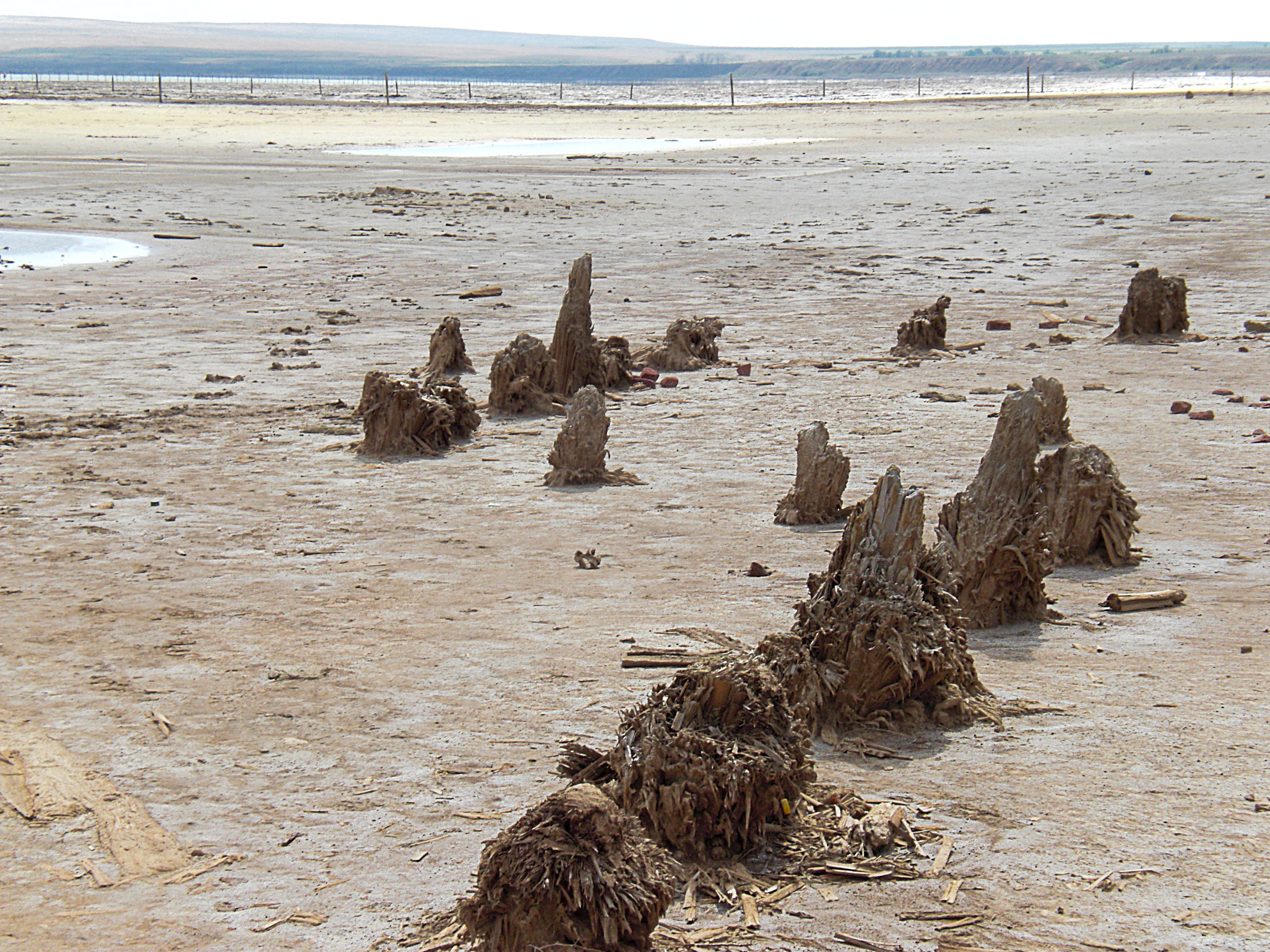
Берег озера
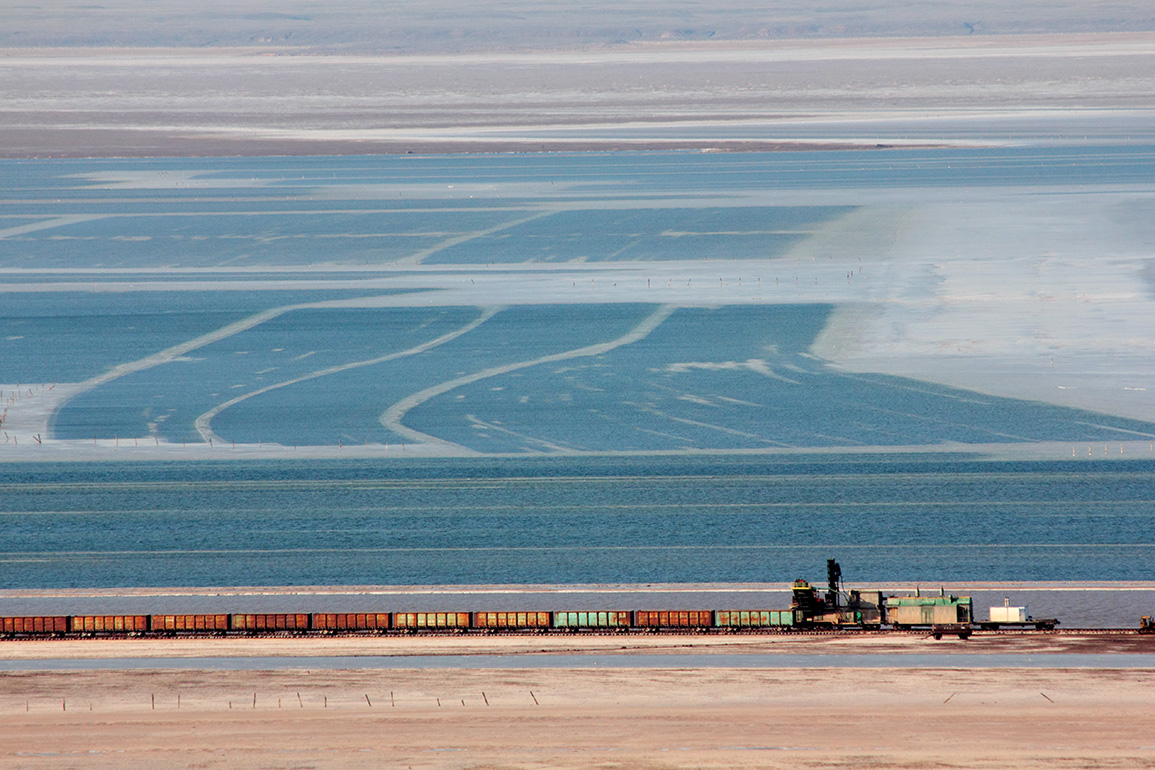
Соляная выработка
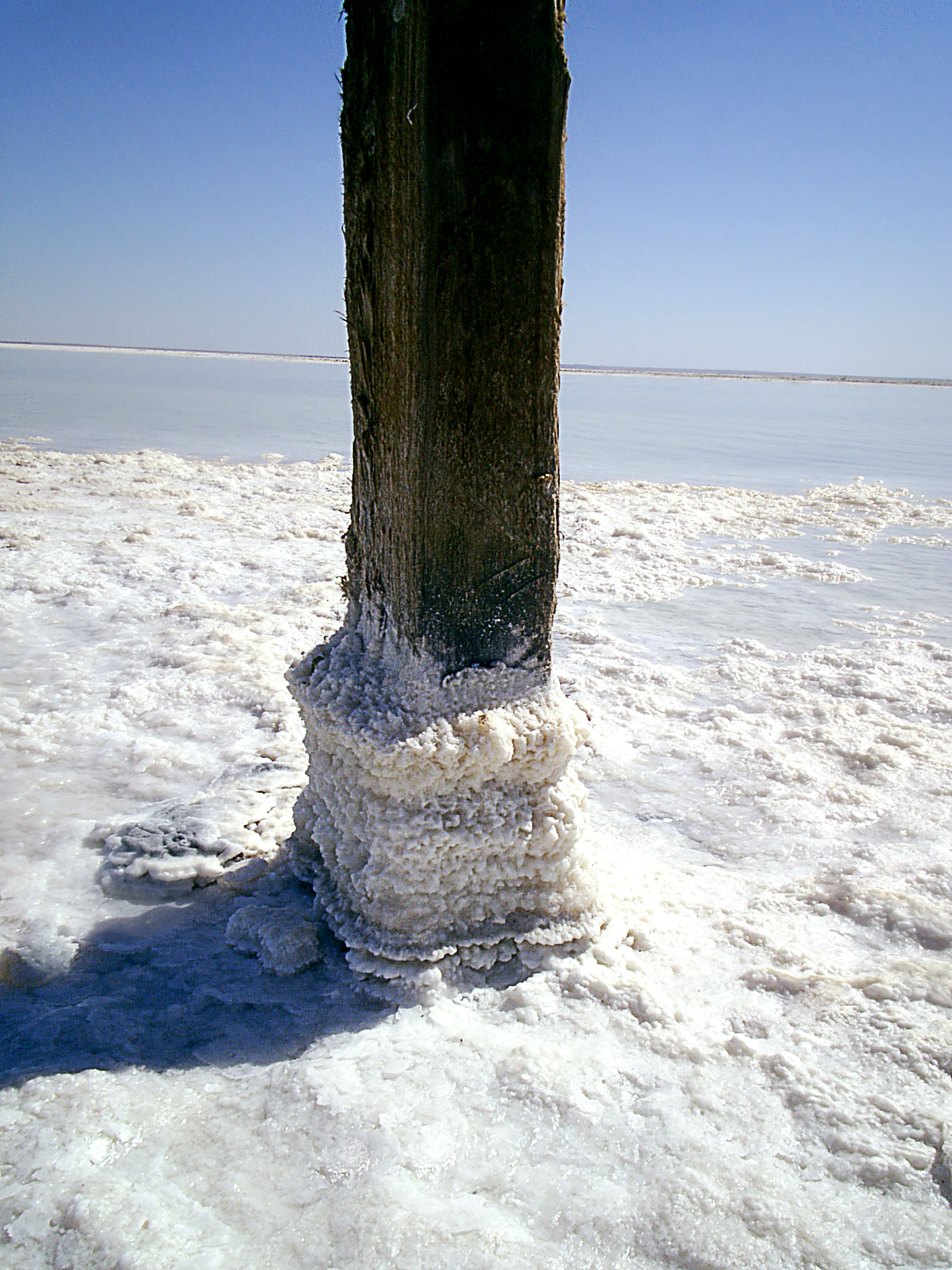
Столб, покрытый солью
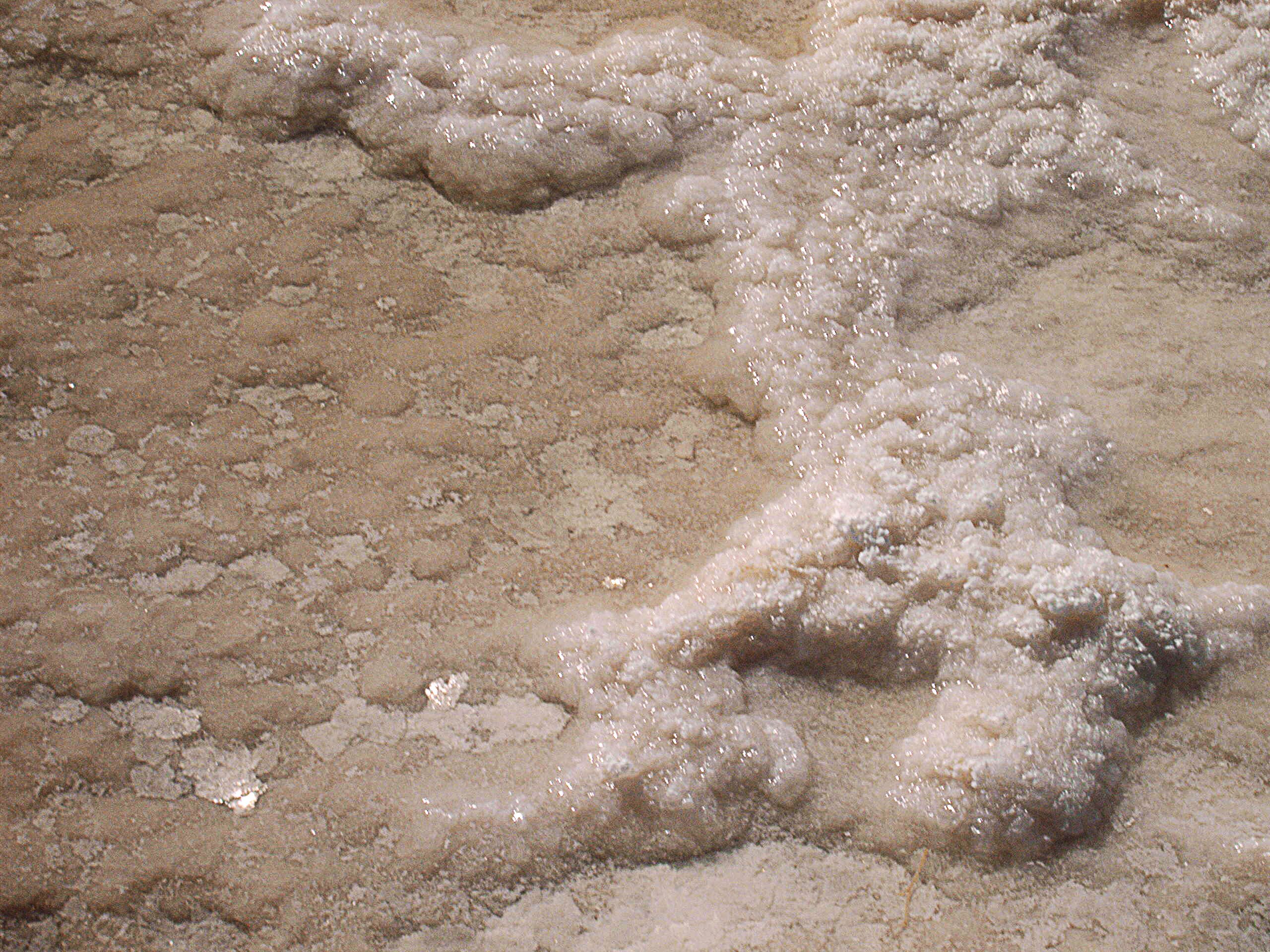
Солёные берега
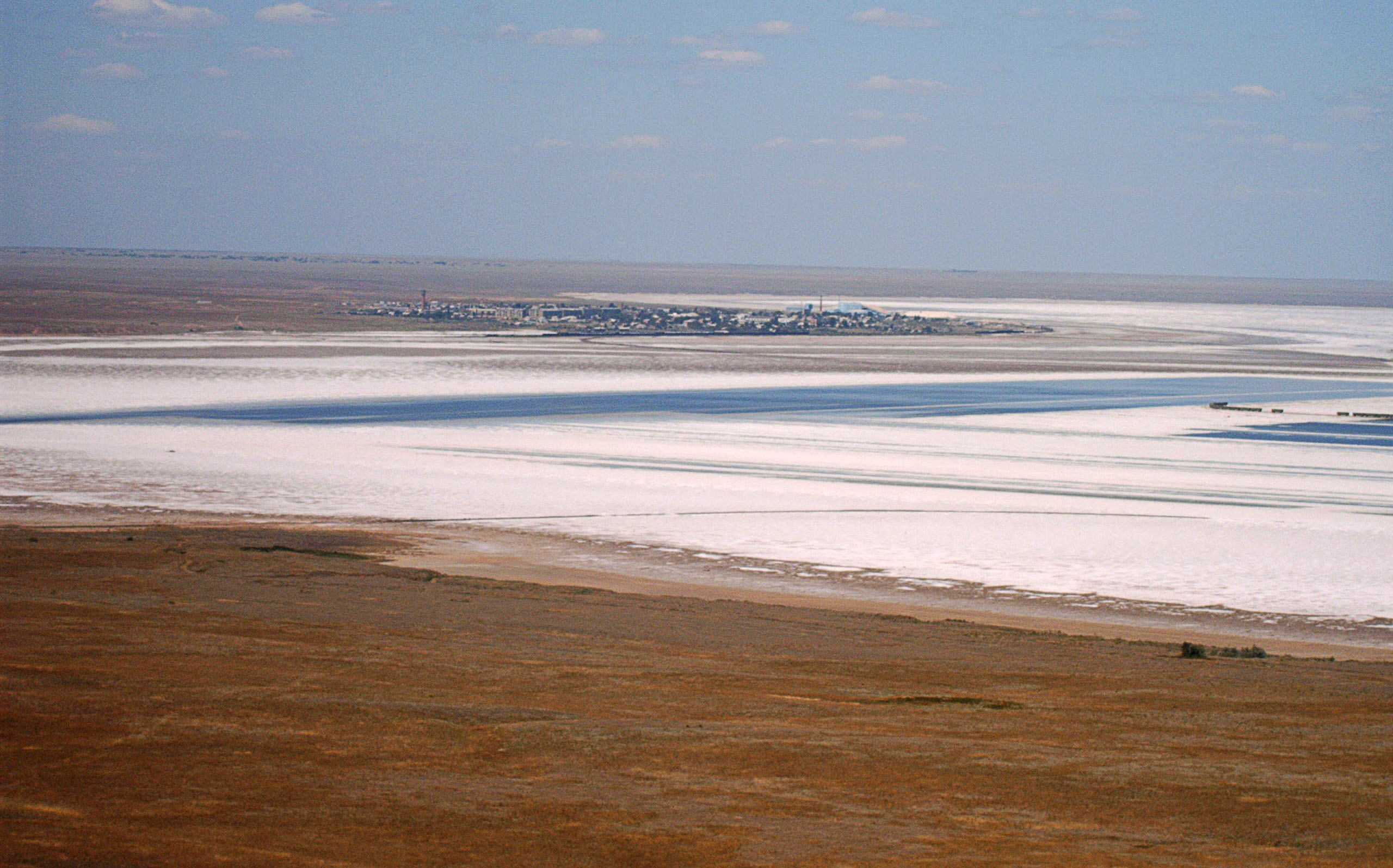
Вид с горы Большое Богдо
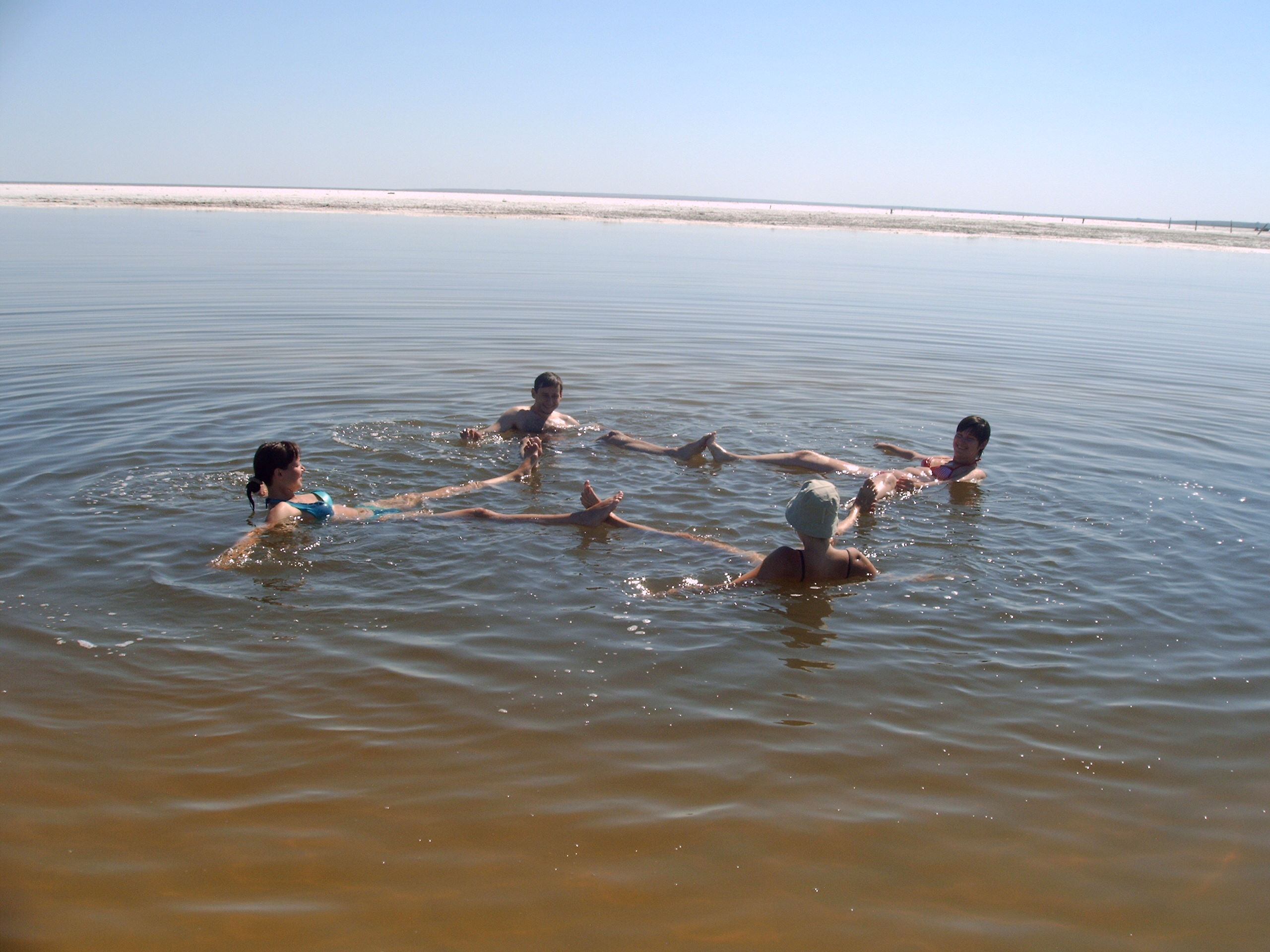
Рапа удерживает на плаву тело человека
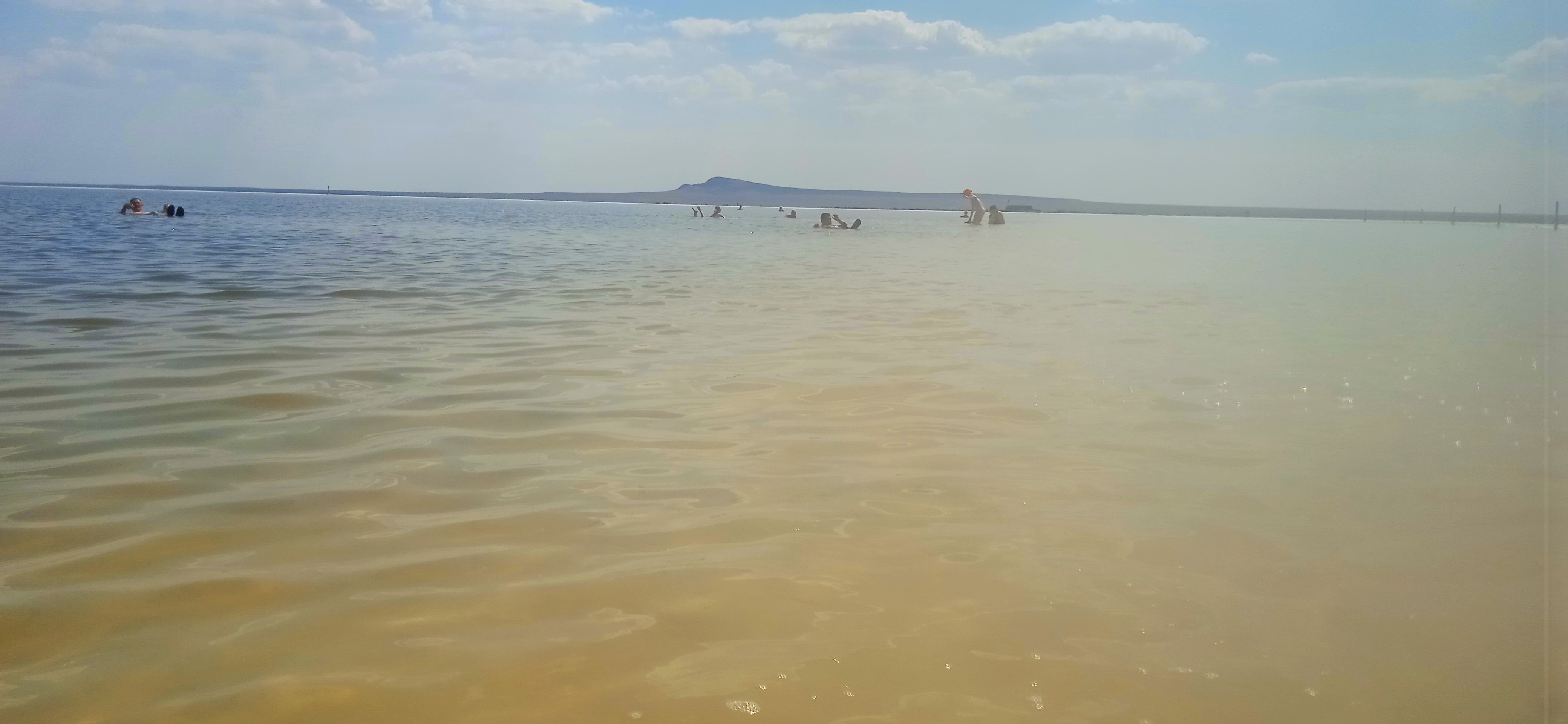
Вид с озера на гору Большое Богдо
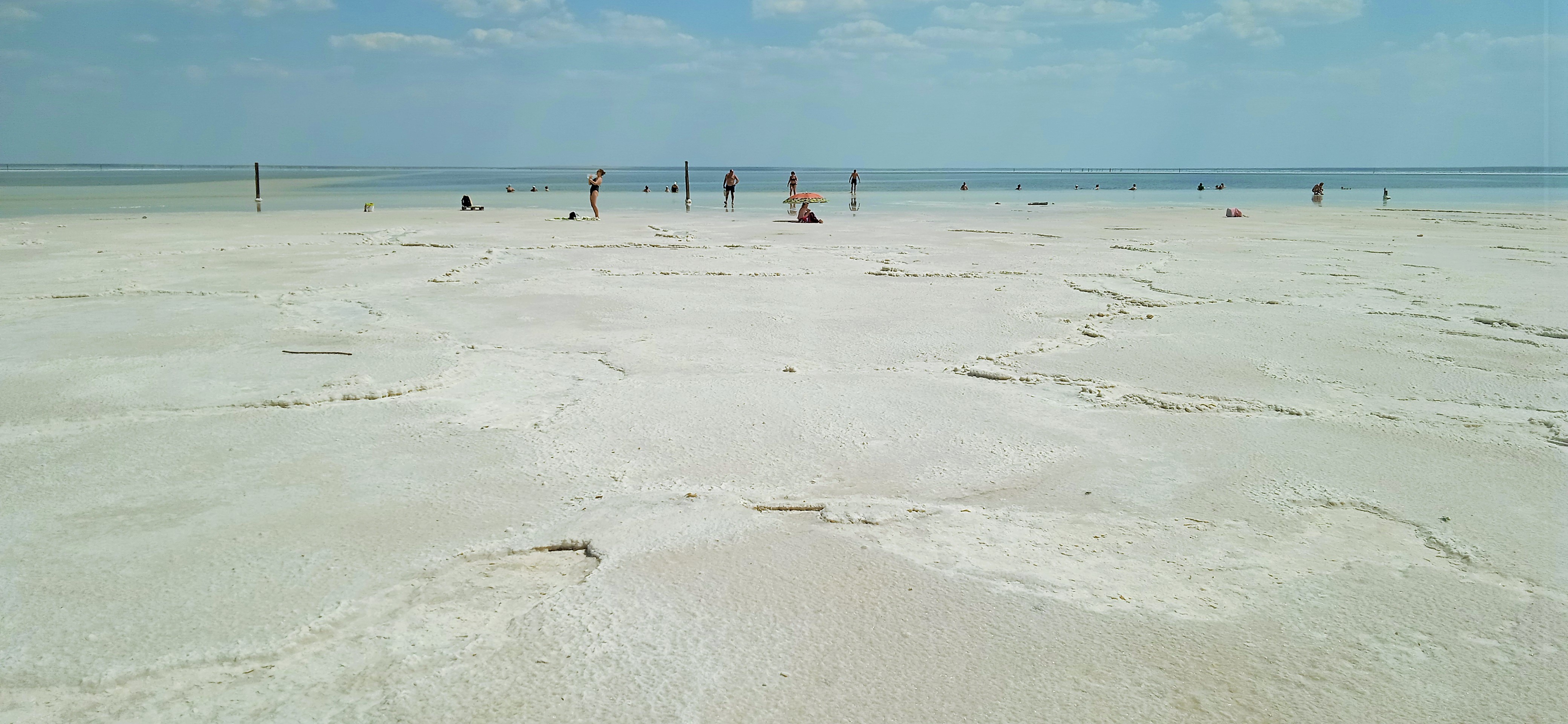
Соляной пляж
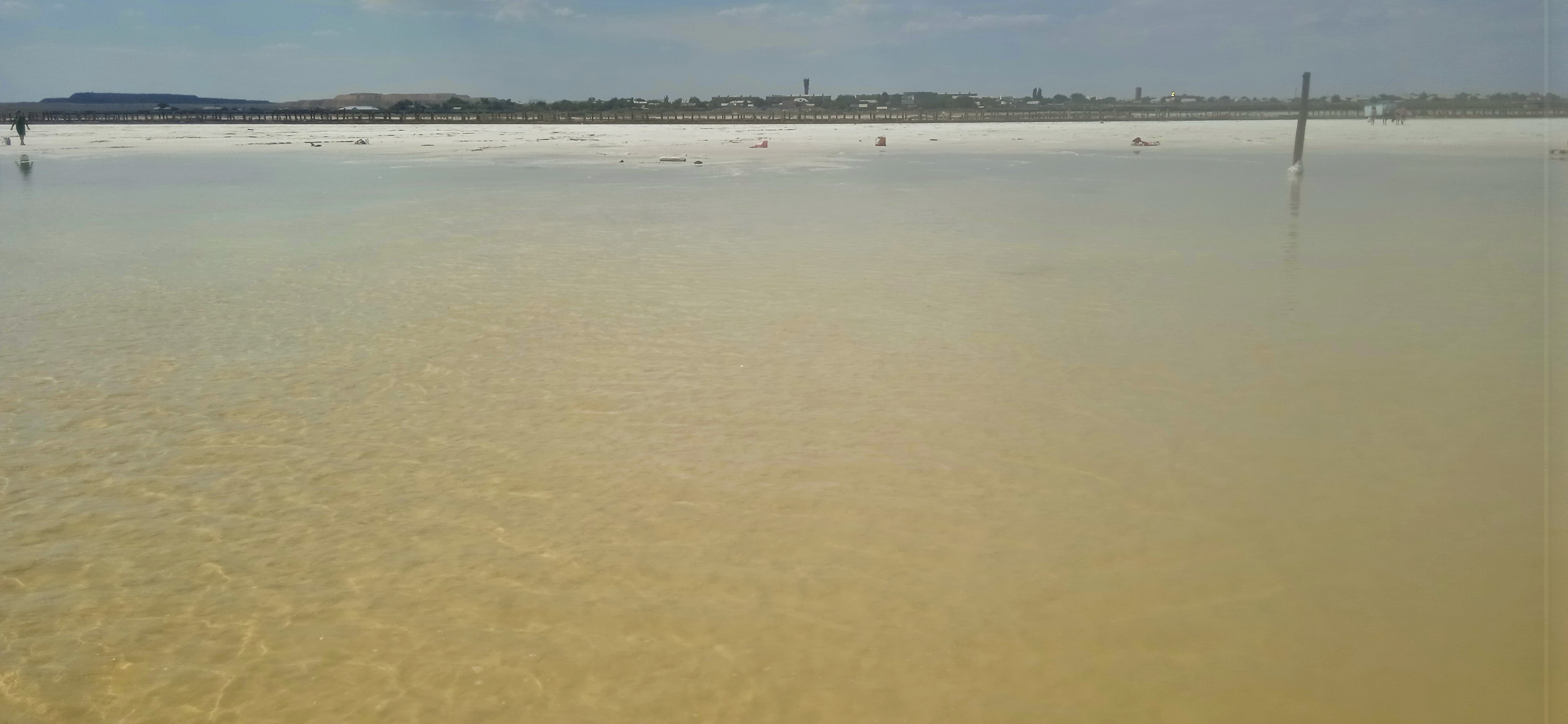
Солёное дно озера